# Anthrenoides admirabilis
Anthrenoides admirabilis är en biart som beskrevs av Urban 2005. Anthrenoides admirabilis ingår i släktet Anthrenoides och familjen grävbin. Inga underarter finns listade i Catalogue of Life.